# 保羅懷爾德天文台
30°18′50″S 149°33′43″E / 30.314°S 149.562°E
保羅懷爾德天文台位於澳洲新南威爾斯的納拉布里附近，有數個主要的天文設施，包括：
- 澳大利亞望遠鏡緻密陣列電波望遠鏡
- 雪梨大學恆星干涉儀 (參見https://web.archive.org/web/20080722043558/http://www.physics.usyd.edu.au/astron/susi/ )
- 伯明罕日震網的一個節點
- 電離層預報服務(參見http://www.ips.gov.au/ （页面存档备份，存于） ).

這個天文台的命名是為了纪念澳大利亞的電波天文學家保羅懷爾德。
還有兩向其他的天文設施也在附近(雖然不在同一個場所)，它們是納拉布里恆星強度干涉儀(現已停用)和波布米亞宇宙射線天文台。